# Piper inclemens
Piper inclemens är en pepparväxtart som beskrevs av Trel. & Yunck.. Piper inclemens ingår i släktet Piper och familjen pepparväxter. Inga underarter finns listade i Catalogue of Life.